# Geommu
Le geommu (également traduit par gummu, kommu) est une danse avec épée pratiquée en Corée. L'accent est mis sur l'adéquation du mouvement du costume, notamment des manches, avec les mouvements du danseur. L'utilisation symbolique du ssang dan geom, c'est-à-dire une réplique de deux épées courtes, témoigne des origines militaires de cette danse. Le geommu est considéré comme le 12e bien culturel immatériel important de Corée du Sud (en).

## Étymologie
Geommu est un mot composé des mots coréens geom, qui signifie épée, et mu, qui signifie danse. 
La version de la cour royale de la danse est appelée Jinju geommu.

## Histoire

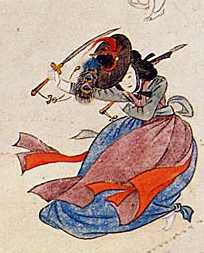
Détail d'une peinture coréenne du début du XIXe siècle intitulée Ssanggeom daemu (雙劍對舞) par Hyewon, représentant un kisaeng exécutant le geommu.

Selon la légende, le Geommu est apparu à la fin de l'époque des Trois Royaumes de Corée, vers 660 après J.-C. selon les estimations. À cette époque, la Corée était divisée en trois royaumes, Silla, Baekje et Goguryeo. La légende du geommu raconte qu'un jeune garçon de Silla nommé Hwangchang avait un talent inhabituel pour la danse de l'épée, ce qui lui valut une grande renommée, même dans le royaume ennemi, Baekje. Un jour, un roi de Baekje l'invita à sa cour pour qu'il présente son grand talent. Le garçon s'exécuta mais, dans un acte de grand défi, tua le roi devant l'assemblée royale. Hwangchang fut exécuté. Les habitants de Silla ont exprimé leur respect et leur chagrin à la mort de Hwangchang en dansant en imitant les capacités de Hwangchang, ornés d'un masque fait pour ressembler à son visage. Par la suite, les gens ont nommé cette danse Hwangchangmu.
Le geommu fut considérablement modifié pendant la période de la dynastie Joseon, de 1392 à 1910. À cette époque, le geommu a été réarrangé par la cour royale et recréé par les Kisaeng. Les Kisaeng ont appris la danse formalisée par l'intermédiaire du Gwonbeon (en), une institution de spectacle antérieure à la guerre de Corée, comparable à la tradition des geishas au Japon. L'un des changements majeurs est que les interprètes du Kisaeng ont cessé de porter le masque traditionnel lorsqu'ils dansaient le geommu. Le geommu est resté une danse de cour sous la forme du jinju geommu mais a également conservé son statut de danse essentiellement féminine. Le geommu a également été modifié pour utiliser une réplique de l'épée lors de son exécution afin d'éviter les blessures accidentelles de l'interprète et du public.

## Tenue et épée
Les danseurs portent le hanbok, le kwaeja (manteau), le jeon-dae (ceinture) et le jeon-rip (couvre-chef de style militaire). Le hanbok est le costume traditionnel coréen qui se compose d'une chima (une jupe) et du jeogori (une veste). Ces éléments se combinent pour former une version stylisée de l'uniforme militaire de la dynastie Joseon. Le costume a traditionnellement pour couleurs le bleu, le rouge, le jaune, le vert et le noir, mais il existe de nombreuses variantes régionales. La région de Jinju a un chima bleu et un jeogori vert jade. Gwangju, dans la province de Jeolla, a un chima rouge et un jeogori vert clair.
Le couteau ou kal (칼) est la réplique de l'épée, également appelée épée courte, dan geom ou dan do (단검/단도). Entre la lame et le manche d'un kal se trouvent trois anneaux. Ces trois anneaux ont des tailles différentes et émettent des sons lorsque les interprètes dansent le geommu. 

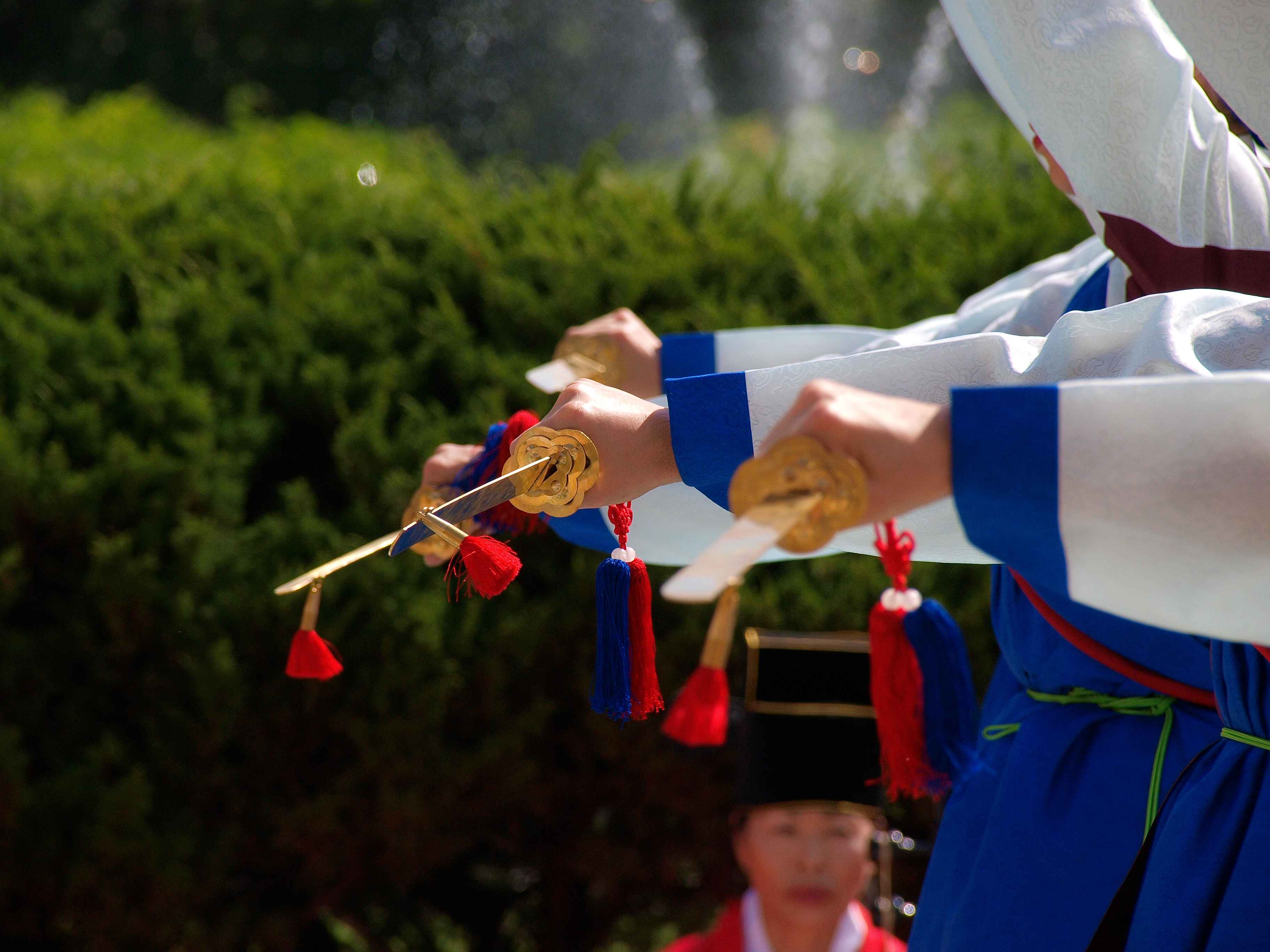

## Pratique
Le geommu est une danse collective nécessitant 6 à 8 interprètes. Il possède deux caractéristiques uniques : le chum-sawi, un mouvement de danse, et le changdan, un cycle rythmique. 
Il existe trois mouvements types : ipchum-sawi, anjeon-sawi et yeonpungdae. Dans le ipchum-sawi, les danseurs forment deux rangées et se tiennent face à face. Le anjeon-sawi consiste à danser à genoux tout en conservant les deux rangées de l'ipchum-sawi. Dans le dernier mouvement, yonpungdae, les danseurs forment un cercle et tournent sur eux-mêmes.

## Le rythme
Dans le geommu, des cycles rythmiques spéciaux appelés changdan apparaissent. Le changdan est généralement joué par le janggu, un tambour sablier à deux têtes, et le buk, un tambour baril. En Corée, il existe de nombreuses variations du changdan, chaque nom désignant un certain type de mesure, de tempo et de rythme. La nature fondamentale des motifs rythmiques coréens peut être décrite comme ayant ces quatre caractéristiques principales :
- Une durée, suffisamment courte pour être facilement mémorisée et rapidement reconnue.
- Un sens de la vitesse (et non du tempo, qui est lié au rythme).
- Une mesure typique, qui remplit la durée du temps.
- Des événements caractéristiques du motif rythmique

## Musique

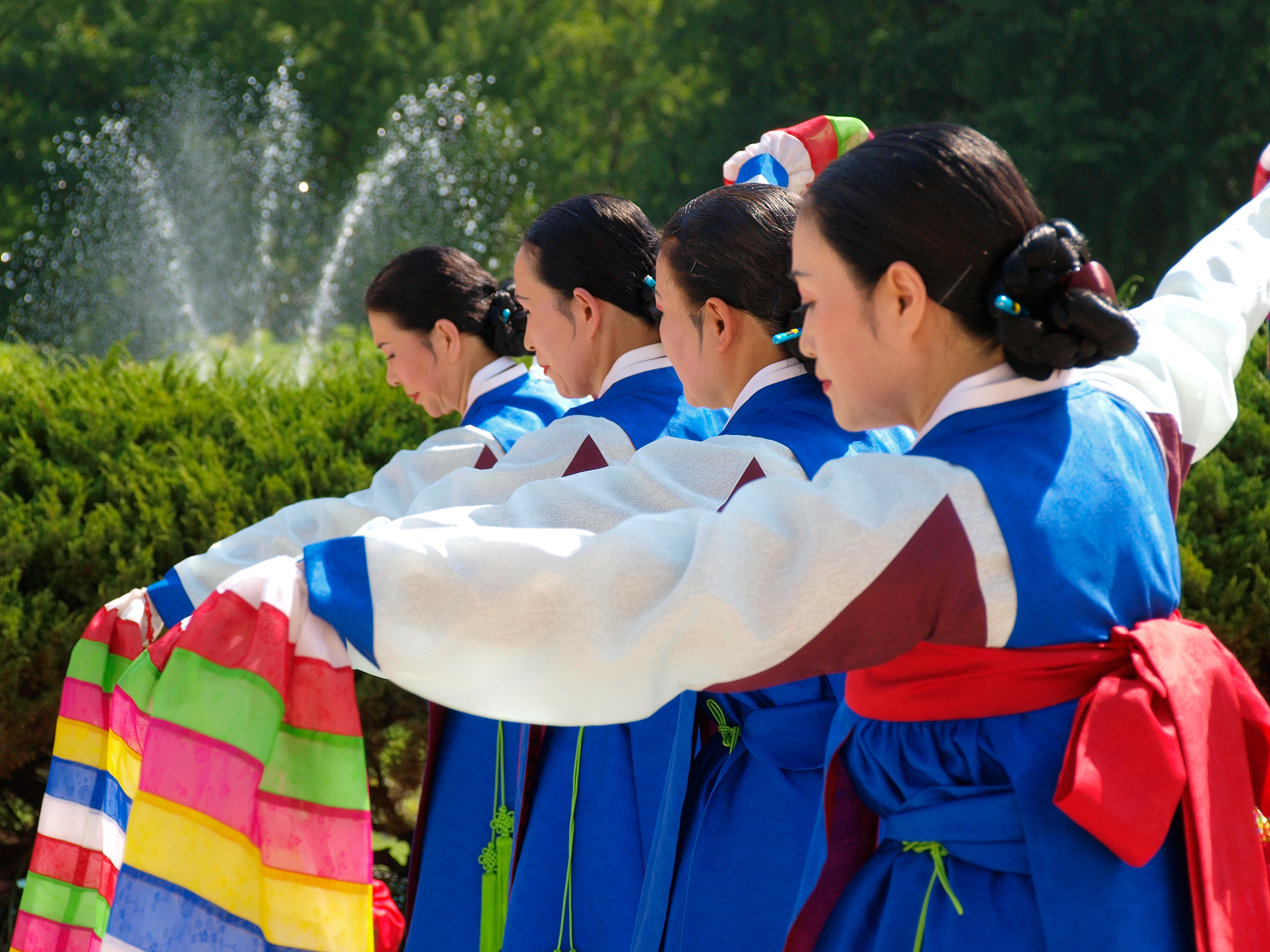

La musique traditionnelle coréenne du Geommu est le samhyeon-nyukgak. À l'origine, samhyeon désignait trois cordophones, geomungo, gayageum, hyangbipa et nyukgak désignait le buk, janggu, haegeum et piri à l'époque de Silla unifié de 654 à 780. 
La signification du samhyeon avait disparu et restait le nyukgak. De nos jours, le samhyeonnyukgak désigne la musique instrumentale à vent. Elle est utilisée pour accompagner la marche et la danse avec 6 instruments, haegeum, janggu, buk, daegeum, et deux piris. Le haegeum est un instrument à cordes, ressemblant à un violon. Le jangu et le buk sont des tambours. Le janggu est fait d'un corps creux en bois et de deux peaux de cuir. Les deux côtés produisent des sons de hauteur et de tonalité différentes. Le puk est un tambour en forme de tonneau avec un corps en bois rond recouvert aux deux extrémités d'une peau d'animal. On en joue avec une main ouverte et un bâton en bois dans l'autre main. Le daegeum et le piri sont des aérophones. Le daegeum est une grande flûte traversière en bambou et le piri est un instrument à anche double en bambou. Sa grande anche et sa perce cylindrique lui confèrent un son plus doux que celui de nombreux autres types de hautbois. 